# Meeting Areva 2013
Navigation
Édition précédente Édition suivante
Le Meeting Areva 2013 s'est déroulé le 6 juillet 2013 au Stade de France de Saint-Denis, en France. Il s'agit de la neuvième étape de la Ligue de diamant 2013.

## Faits marquants
Quatre meilleures performances mondiales de l'année sont établies lors de cette édition : Usain Bolt sur 200 m (19 s 73), Kirani James sur 400 m (43 s 96), Ezekiel Kemboi sur 3 000 m steeple (7 min 59 s 03), et Tirunesh Dibaba sur le 5 000 m féminin (14 min 23 s 68).
Le Français Mahiedine Mekhissi-Benabbad, deuxième du 3 000 m steeple derrière le Kényan Ezekiel Kemboi, établit un nouveau record d'Europe en 8 min 00 s 09.

## Résultats

### Hommes
| Épreuve          | Vainqueur                             | Second                                         | Troisième                         |
| ---------------- | ------------------------------------- | ---------------------------------------------- | --------------------------------- |
| 200 m            | Usain Bolt 19 s 73 (WL, MR)           | Warren Weir 19 s 92                            | Christophe Lemaitre 20 s 07 (SB)  |
| 400 m            | Kirani James 43 s 96 (WL)             | LaShawn Merritt 44 s 09 (SB)                   | Tony McQuay 44 s 84               |
| 1 500 m          | Ayanleh Souleiman 3 min 32 s 55 (SB)  | Aman Wote 3 min 32 s 65 (PB)                   | Leonel Manzano 3 min 33 s 14 (SB) |
| 110 m haies      | Aries Merritt 13 s 09 (SB)            | Pascal Martinot-Lagarde 13 s 12 (PB)           | David Oliver 13 s 13              |
| 3 000 m steeple  | Ezekiel Kemboi 7 min 59 s 03 (WL, MR) | Mahiedine Mekhissi-Benabbad 8 min 00 s 09 (AR) | Paul Kipsiele Koech 8 min 09 s 17 |
| Saut à la perche | Renaud Lavillenie 5,92 m              | Jan Kudlička 5,70 m                            | Konstadínos Filippídis 5,70 m     |
| Saut en longueur | Damar Forbes 8,11 m                   | Christopher Tomlinson 8,08 m                   | Loúis Tsátoumas 8,02 m            |
| Lancer du disque | Robert Harting 67,04 m                | Ehsan Hadadi 65,53 m                           | Gerd Kanter 65,30 m               |

### Femmes
| Épreuve           | Vainqueur                            | Seconde                           | Troisième                         |
| ----------------- | ------------------------------------ | --------------------------------- | --------------------------------- |
| 100 m             | Shelly-Ann Fraser-Pryce 10 s 92 (SB) | Blessing Okagbare 10 s 93 (SB)    | Murielle Ahouré 11 s 01 (SB)      |
| 800 m             | Francine Niyonsaba 1 min 57 s 26     | Malika Akkaoui 1 min 57 s 64 (PB) | Alysia Johnson 1 min 57 s 75 (SB) |
| 5 000 m           | Tirunesh Dibaba 14 min 23 s 68 (WL)  | Almaz Ayana 14 min 25 s 84 (PB)   | Gelete Burka 14 min 42 s 07 (SB)  |
| 400 m haies       | Zuzana Hejnová 53 s 23 (NR)          | Perri Shakes-Drayton 53 s 96      | Georganne Moline 54 s 19          |
| Saut en hauteur   | Anna Chicherova 2,01 m               | Brigetta Barrett 1,98 m           | Blanka Vlašić 1,98 m              |
| Triple saut       | Caterine Ibargüen 14,69 m            | Hanna Knyazyeva 14,58 m (NR)      | Olha Saladukha 14,55 m            |
| Lancer du poids   | Valerie Adams 20,62 m                | Michelle Carter 19,57 m           | Nadine Kleinert 17,95 m           |
| Lancer du javelot | Christina Obergföll 64,74 m          | Kimberley Mickle 64,35 m (PB)     | Madara Palameika 61,36 m          |